# یوهانس توماس
یوهانس توماس (آلمانی: Johannes Thomas؛ زادهٔ ۱۱ سپتامبر ۱۹۴۹) قایقران روئینگ اهل آلمان شرقی بود.